# 伊尔茨费尔登
伊尔茨费尔登（法語：Hirtzfelden，法語發音：[iʁtsfɛldən] ⓘ）是法国上莱茵省的一个市镇，属于坦恩-盖布维莱尔区。

## 地理
伊尔茨费尔登（47°54'42"N, 7°26'43"E）面积22.1 平方千米，位于法国大東部大區上莱茵省，该省份为法国东部内陆省份，是阿尔萨斯的一部分，今与下莱茵省组成了阿尔萨斯欧洲集体，其北临下莱茵省，西接孚日省，西南接贝尔福地区省，东侧沿莱茵河与德国相望，南与瑞士接壤。
与伊尔茨费尔登接壤的市镇（或旧市镇、城区）包括：涅德朗特藏、奥伯朗特藏、梅埃南、雷吉赛姆、明舒斯、罗格努斯、费瑟奈姆、巴尔戈。
伊尔茨费尔登的时区为UTC+01:00、UTC+02:00（夏令时）。

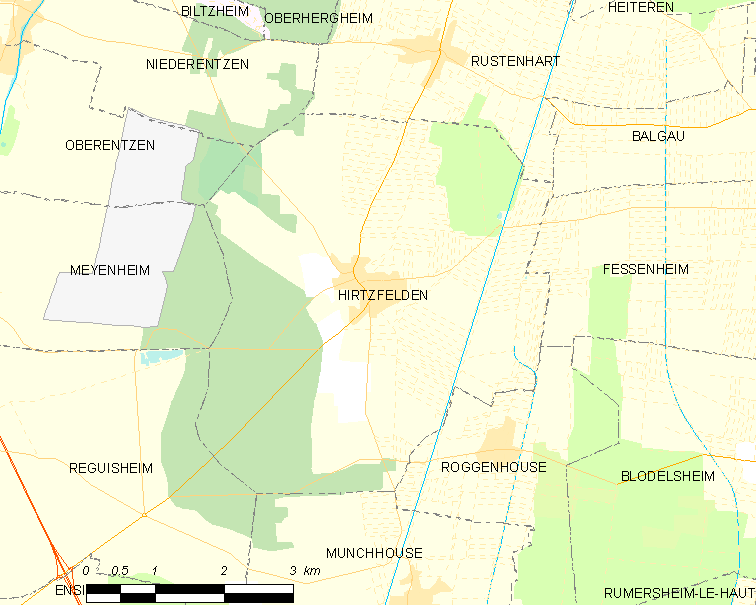
伊尔茨费尔登的OSM定位图

## 行政
伊尔茨费尔登的邮政编码为68740，INSEE市镇编码为68140。

## 政治
伊尔茨费尔登所属的省级选区为恩西赛姆县。

## 人口

1962-2008年间伊尔茨费尔登人口变化图示

伊尔茨费尔登于2022年1月1日时的人口数量为1288人。